# 도노반의 산호초
도노반의 산호초(Die Hafenkneipe von Tahiti , Donovan's Reef)는 미국에서 제작된 존 포드 감독의 1963년 액션, 코미디, 멜로/로맨스 영화이다. 존 웨인 등이 주연으로 출연하였고 존 포드 등이 제작에 참여하였다.

## 출연

### 주연
- 존 웨인

### 조연
- 리 마빈
- 엘리자베스 알렌
- 잭 워든
- 케서 로메로
- 도로시 라무어

## 제작진
- 의상: 에디스 헤드